# Haarlinge
Haarlinge ist ein Name für eine Zusammenfassung verschiedener ektoparasitisch auf Säugetieren lebender Kieferläuse aus den Unterordnungen Amblycera und Ischnocera der Ordnung der Tierläuse (Phthiraptera). Sie unterscheiden sich von den ebenfalls auf Säugetieren parasitierenden Echten Tierläusen der Unterordnung Anoplura dahingehend, dass ihre Mundwerkzeuge beißend-kauend arbeiten, nicht saugend wie bei den Anoplura; dementsprechend sind sie keine Blutsauger. Die entsprechenden Parasiten bei Vögeln nennt man Federlinge. Haarlinge und Federlinge wurden früher zum Taxon der Mallophaga zusammengefasst.

## Beschreibung
Haarlinge sind eine ökologisch abgegrenzte Gruppe, sie bilden also kein Taxon der zoologischen Systematik, obwohl alle Haarlinge zu den Tierläusen gehören. Im Gegensatz zu den Federlingen (vor allem der Ischnocera), die sich meist von jungen Daunenfedern (Hauptbestandteil: Keratin) ernähren, fressen Haarlinge keine Haare, sondern ernähren sich von der Haut ihres Wirts. Die meisten Haarlingsarten sind hochgradig wirtsspezifisch, das heißt, sie leben nur auf einer einzigen oder auf wenigen nahe miteinander verwandten Wirtsarten. Haarlinge sind weit weniger artenreich als Federlinge, sie machen nur etwa 12 Prozent der Artenzahl der Kieferläuse aus. Wie alle Tierläuse legen Haarlinge im Verhältnis zur Körpergröße recht große Eier, die als Nissen bezeichnet werden, welche sie an den Haaren ihres Wirts festkitten. Die schlüpfenden Nymphen ähneln den geschlechtsreifen Tieren (Imagines) in der Erscheinung und Lebensweise. Alle Stadien kommen also auf dem Wirt vor, die meisten Arten sterben, wenn sie vom Wirt getrennt werden, schon nach wenigen Tagen. Der Übergang auf neue Wirtstiere erfolgt fast nur durch direkten Körperkontakt, oft von den Eltern auf die Nachkommen. Bei einigen Arten sind die Weibchen deutlich größer als die Männchen (Geschlechtsdimorphismus).
Auf Säugetieren lebt außerdem die nur drei Arten umfassende Unterordnung Rhynchophthirina (mit der Elefantenlaus Haematomyzus elephantis), die sich aber, anders als Haarlinge, vom Blut ihrer Wirte (Elefanten und Warzenschweine) ernährt.
Wie alle Tierläuse sind Haarlinge von oben nach unten (dorsoventral) abgeplattete, stark sklerotisierte Insekten. Von Echten Tierläusen (Anoplura) sind Haarlinge unter der Lupe leicht unterscheidbar: Der Kopf der Haarlinge ist verbreitert, er ist breiter oder mindestens gleich breit dem ersten Abschnitt des Rumpfes (Prothorax). Haarlinge besitzen im Gegensatz zu Federlingen meist nur eine Klaue an den Fußgliedern oder Tarsen (gilt für alle Vertreter der Trichodectidae). Die Haarlinge der Haustierarten erreichen eine Körperlänge von etwa 1 bis 2 Millimeter.

## Arten
In der folgenden Aufstellung sind eine Reihe von Haarlingen auf europäischen Wild- und Haustieren zusammengestellt. In Deutschland sind bisher 27 Haarlingsarten nachgewiesen
- Unterordnung Amblycera. Schwestergruppe der Amblycera sind vermutlich die Bücherläuse der Familie Liposcelididae, die zu den Staubläusen gehören,[5] was die Tierläuse vermutlich paraphyletisch macht.
  - Familie Gyropidae
    - Gyropus ovalis Burmeister, 1838. Parasit des domestizierten Hausmeerschweinchens, mit diesem aus Südamerika eingeschleppt. Vor allem im Nackenbereich.

  - Familie Gliricolidae
    - Gliricola porcelli (Schrank, 1781). Parasit des Hausmeerschweinchens, mit diesem aus Südamerika eingeschleppt. Vor allem im Brust- und Bauchfell.

  - Familie Trimenoponidae
    - Trimenopon hispidum (Burmeister, 1838). Parasit des Hausmeerschweinchens, mit diesem aus Südamerika eingeschleppt. Vor allem im Nackenbereich.
    - Pitrofquenia coypus Marelli, 1932. Parasit des Nutria, mit diesem aus Südamerika eingeschleppt.
- Unterordnung Ischnocera
  - Familie Trichodectidae, Unterfamilie Trichodectinae
    - Trichodectes canis (De Geer, 1778). beim Haushund (selten auf anderen Caniden).
    - Trichodectes melis (Fabricius, 1805). beim Dachs.
    - Stachiella retusa (Burmeister, 1838). bei Mardern.
    - Eichlerella vulpis (Denny, 1842). am Rotfuchs.
    - Felicola subrostratus (Burmeister, 1838), Katzenhaarling. an Hauskatzen.

  - Familie Trichodectidae, Unterfamilie Bovicolinae (alternativ von einigen Systematikern auch als eigene Familie Bovicolidae aufgefasst)
    - Bovicola bovis Linnaeus, 1758, beim Hausrind.
    - Bovicola caprae Gurlt, 1843. bei der Hausziege.
    - Bovicola limbatus (Gervais, 1844). bei der Hausziege.
    - Bisonicola sedecimdecembrii (Eichler, 1946). beim Wisent.
    - Damalinia ovis (Schrank, 1781). an Schafen (Hausschaf und Mufflon).
    - Werneckiella equi (Denny, 1842). zwei Unterarten an Hauspferd und Hausesel.
    - Rhabdopelidon longicornis (Nitzsch, 1818), am Rothirsch.

## Behandlung
Haarlinge werden ähnlich wie Zecken oder Flöhe bekämpft. Schon das einfache Abschneiden oder Scheren der Haare bringt eine wesentliche Verringerung der Parasitenzahl. Es werden damit jedoch nicht nur die Zahl der Parasiten reduziert und deren Lebensraum zerstört, sondern vor allem die Entwicklungsstadien (Nissen) entfernt und dadurch die Vermehrung unterbrochen. Auch sorgfältiges Waschen des ganzen Körpers reduziert den Befall.
Zur Behandlung werden Insektizide wie Fipronil, Imidacloprid, Avermectine oder Propoxur verwendet. Das Tier wird mindestens zweimal im Abstand von zwei bis vier Wochen behandelt, damit auch der Parasitennachwuchs getötet wird.